# Улица Козлова (Пятигорск)
У́лица Ко́злова — улица в городе Пятигорске.
Улица Козлова расположена в Центральном районе Пятигорска. Ориентирована в направлении восток-запад, ограничена улицами Крайнего и Ермолова, пересекает проспекты Калинина, 40 лет Октября, Малыгина, улицы Комарова, Восстания, Лопатина.
Улица застроена жилыми домами постройки конца XIX — начала XX века, а также современными жилыми домами.

## Название
До 1943 года часть улицы восточнее железной дороги называлась Садовой (об этом свидетельствует табличка на доме № 23), а западнее — 2-й Линией. В 1943 году улица переименована в честь Героя Советского Союза Петра Михайловича Козлова. На доме № 13 (пересечение с пр. Калинина) установлена памятная доска в честь П. М. Козлова.

## Примечательные здания
По нечётной стороне:
- № 1 — Центральная городская библиотека им. М.Горького.
- № 3 — МБОУ СОШ № 6
- № 11 — Детский сад № 17 «Золотой ключик»
- № 23 — Бактериологическая лаборатория центра гигиены и эпидемиологии
- № 37 — Детский сад № 8 «Теремок»
- № 39 — Пятигорский хладокомбинат (ЗАО «Холод»).
- № 39А — Михаило-Архангельский храм (на территории ЗАО «Холод»)

По чётной стороне:
- № 14 — Управление ФСБ России по Ставропольскому краю
- № 28 — Деловой центр
- № 30 — Центр образования № 9. Во дворе сохранилась постройка, где в советское время размещался один из корпусов средней школы № 11
- № 32А — ОАО «Союзпечать»
- № 36 — Ликёро-водочный завод (ОАО «Пятигорский ЛВЗ») — ликвидирован в 2008 году
- № 36А — Ресторан «Soho Lounge». Занимает одно из зданий бывшего «Пятигорского ЛВЗ». Старинная постройка сохранена и реконструирована.
- № 52А — АО «Пятигорксгоргаз»
- № 58 — Ставропольское краевое училище дизайна